# دانييل بالمر
دانييل بالمر (بالإنجليزية: Daniel David Palmer)‏ (و. 1845 – 1913 م) هو طبيب، وAnti-vaccine activist ‏ كندي، ولد في بيكرينغ، أونتاريو، توفي في لوس أنجلوس، عن عمر يناهز 68 عاماً.
.

## روابط خارجية
- دانييل بالمر على موقع الموسوعة البريطانية (الإنجليزية)
- دانييل بالمر على موقع إن إن دي بي (الإنجليزية)